# The Quill (Vulkan)
The Quill ist ein zurzeit inaktiver Schichtvulkan im Südosten der Insel Sint Eustatius in den ehemaligen Niederländischen Antillen. Mit 601 Metern über dem Meeresspiegel ist er die höchste Erhebung der Insel und zugleich der zweithöchste Berg der gesamten Niederlande. Die letzte Eruption fand zwischen 245 und 365 nach Christus statt. Der Name Quill stammt von dem niederländischen Wort kuil (bedeutet Kuhle, Loch). Heute ist der Berg das touristische Zentrum der Insel und gehört seit 1998 zum Quill/Boven National Park.

## Entstehung
Entstanden ist der Vulkan vor etwa 22.000 bis 32.000 Jahren bei rhyolithischen Eruptionen eines etwa 200.000 Jahre alten vulkanischen Zentrums unter einer Flachwasser-Kalksteinbank, etwa drei Kilometer vor dem damaligen Südostende der Insel. Die durch Pyroklastische Ströme beförderten, mit Kalksteinbrocken durchsetzten Gesteinsmassen lagerten sich an den Rändern an und verbanden sich mit der benachbarten Insel zur heutigen Geländeform. Der gegenwärtige Krater weist eine Tiefe von ca. 300 Metern und einen Durchmesser von etwa 760 Metern auf. Der Quill ist ein zurzeit schlafender, aber nicht erloschener Vulkan. Mit Hilfe der Radiokohlenstoffdatierung wurde der letzte Ausbruch auf die Jahre 245 bis 365 datiert. Temperaturerhöhungen im Grundwasser deuten auf weitere Aktivität hin.